# Barna János (művelődéstörténész)
Nyermeghi Barna János, teljes nevén: Barna János Zsigmond, álnevén Detre (Budapest, 1880. november 15. – Budapest, 1934. november 14.) magyar genealógus, művelődéstörténész, műfordító, költő.

## Élete
Köznemesi családból származott, nemességüket 1618-ban kapták Bethlen Gábortól. Édesapja nyermeghi Barna Zsigmond (1828-1883), Budapest főváros tanácsosa, édesanyja csanádi Meskó Berta (1847-1919) volt. Barna János testvére, Barna Sándor Csanád vármegye árvaszéki ülnöke, majd elnöke, a darabont kormány idején tb. főjegyző. Gyászos szereplése miatt állásáról lemondott, és Pestre költözött. A másik testvére, nyermeghi Barna Pál (1873-1935), cs. v. főintéző volt. Nagybátyja, Barna Ignác (1822–1894) a pesti egyetem fogászatán volt magántanár. Műfordítói érdemeiért 1876-ban az Akadémia levelező tagjává választották. Másik nagybátyja, Barna Ferdinánd (1825–1895) a Nemzeti Múzeum segédőre, főleg finnugor kutatásokkal foglalkozott, az Akadémiának 1868-ban levelező tagja lett.
Barna János anyja csanádi dr. Meskó Sándor (1842-1925) csanádi alispán, későbbi főispán húga volt, ezért gyermekként sokat tartózkodott Makón. Középiskolai tanulmányait Szegeden, Nagyszebenben és Szarvason végezte, majd Budapesten járt egyetemre és magyar-történelem szakos középiskolai tanár lett. Később felső kereskedelmi iskolai oklevelet szerzett. 1906-tól 1913-ig Szatmáron a katolikus főgimnáziumban volt tanár, majd 1912-től 1924-ig a szatmári felső kereskedelmi iskolában tanított. Ekkor jelent meg Francia lírikusok című fordításgyűjteménye. Az első világháború kitörésekor Spanyolországban tartózkodott és a franciák a Fekete kolostorba internálták. Csak 1919-ben térhetett haza. 1924-ben a makói Návay Lajos felsőkereskedelmi fiú iskola tanára, majd ugyanebben az évben igazgatója lett. 1929 áprilisától a budapesti gyakorló felsőkereskedelmi iskola tanára. 1934 szeptemberében a felsőkereskedelmi iskolák főigazgatóságára került. Súlyos cukorbaja és vesebaja 1934. november 15-én végzett vele.

## Munkássága
Irodalommal és genealógiával foglalkozott. Több makói színháztörténeti munkát írt, melyekben sok az erdélyi vonatkozás. Forrásértékű Hollósy Kornélia és a kolozsvári dalszíntársulat bukaresti vendégjátékai (Makó, 1932) című munkája. Szerkesztője volt Makó 1929. évi monográfiájának, társszerkesztője a Csanádvármegyei Könyvtárnak. Szerteágazó a szépirodalmi és az irodalomtörténeti munkássága is. Erotikus verseit spanyol álnéven adta ki (Versek, írta Juan de Pardo, spanyol eredetiből fordította B. J., 1925). Ismeretesek spanyol és kínai fordításai is.

### Genealógiai munkássága
Sümeghy Dezsővel közösen írta a Nemes családok Csanádvármegyében című családtörténeti művet. A kötet 357 család geneológiai adatait tartalmazza. Felvették mindazokat a családokat, melyek nemességét Csanád vármegyében kihirdették; amelyek nemességüket nem tudták kellően igazolni, és így nemességüket nem hirdették ki, de nemesi jogokat élveztek; sőt azokat is, amelyek valamelyik birtokon újabban kaptak királyi adományt, vagy vétel útján jutottak birtokhoz, és azután a birtokot nemesi előnévvel vették meg. A szerzők a vármegyei levéltár anyaga alapján dolgoztak, és igen pontos feltárást végeztek. 73 olyan családról tudnak, amely Nagy Ivánnál nem szerepel. 67 olyan családot vettek fel, amelyek az 1854–55. évi nemesi összeírásban nincsenek feltüntetve; mindkettőből hiányzik 35. A megye 22 „állítólagos” nemes családjából csak 3 olyan, amelyik sem Nagy Iván művében, sem az 1754–55. évi összeírásban nem szerepel.

## Művei
- Barna János: Francia lírikusok. Szatmár, 1912
- Barna János – Sümeghy Dezső: Nemes családok Csanádvármegyében. Makó, 1913 (hasonmásban: 1998)
- Barna János: Gustavo Adolfo Becquer költeményei. Szatmár-Németi, 1914
- Ramon Campoamor: Doloras. Szatmár-Németi, 1923
- Melchior de Palau: Spanyol koplák. Szatmár-Németi, 1923
- Barna János: Japán antologia. Szatmár-Németi 1924
- Juan de Pardo: Versek. Szatmár-Németi 1925
- Barna János: Li-Tai-Po versei. Makó, 1925
- Barna János: Nyermeghi Barna család története. Szatmár, é. n. 1925
- Barna János: A trubadúrok. Makó, 1925
- Hollósy Kornélia emlékalbum; sajtó alá rendezte Barna János, bev. Diósszilágyi Sámuel; Csanád-Arad-Torontál vármegye közönsége, Makó, 1927
- Fejezetek a makói színészet multjából; Makói Friss Újság Ny., Makó, 1928
- Spanyol lírai költészet; Gaál László Ny., Makó, 1928
- Don Tomás de Iriarte; Makói Friss Újság Ny., Makó, 1929
- Makó és Csanád–Torontál vármegyei községek. Szerk.: Barna János. Magyar városok monográfiája. Bp., 1929
- Blaha Lujza makói vendégjátéka; Makói Friss Újság Ny., Makó, 1930
- Kelemen László emlékünnepély története; Makói Friss Újság Ny., Makó, 1930
- Szerencs és vidéke; szerk. Barna János; Magyar Városok Monográfiája Kiadóhivatala, Bp., 1931 (Magyar városok monográfiája)
- A gyöngyösi színjátszás kezdete. 1801–1839; Hangya Ny., Gyöngyös, 1933
- A makói második színkör és a színpártoló egyesület története; Csanád vm. közönsége, Makó, 1933 (Csanádvármegyei könyvtár)